# Francisco Peçanha Martins
Francisco Peçanha Martins GOMM (Salvador, 14 de fevereiro de 1938 — São Paulo, 24 de janeiro de 2011) foi um magistrado brasileiro, ministro aposentado do Superior Tribunal de Justiça (STJ), cargo que ocupou de 1991 a 2008.

## Carreira
Mestre em Direito Econômico pela Faculdade de Direito da Universidade Federal da Bahia, onde também concluiu o bacharelado, exerceu os cargos de oficial de gabinete do secretário de Interior e Justiça, diretor do Fórum Rui Barbosa, consultor jurídico da Secretaria de Agricultura e advogado do Fundo de Desenvolvimento Agro-Industrial do Estado da Bahia (Fundagro).
Exerceu os cargos de conselheiro da OAB/BA por vários biênios e de conselheiro Federal da OAB. Advogou pela Petrobras, em novembro de 1962, no serviço jurídico (Sejur), carreira que encerrou para ocupar o cargo de ministro do STJ.
Nomeado pelo presidente Fernando Collor de Mello, Francisco Peçanha Martins tomou posse como ministro da corte superior em 5 de fevereiro de 1991.
No STJ foi membro da 2ª Turma (especializada em direito público), na qual foi presidente no biênio de 1999-2001; e da 1ª seção. Admitido à Ordem do Mérito Militar em 1992 por Collor no grau de Comendador especial, Martins foi promovido em 2002 por Fernando Henrique Cardoso ao grau de Grande-Oficial.
Tornou-se vice-presidente do STJ e do Conselho da Justiça Federal no período de 04/04/2006 a 13/02/2008, quando aposentou-se em idade compulsória.
Como vice-presidente defendeu o julgamento em bloco dos processos que possuem o mesmo tema, cabendo ao relator verificar se os processos se identificam na questão suscitada.